# Kung Ralph
Kung Ralph (originaltitel: King Ralph) är en amerikansk komedifilm från 1991 i regi av David S. Ward.

## Handling
Vid en fotografering av den brittiska kungafamiljen går någonting fruktansvärt fel. Hela kungafamiljen och samtliga släktingar omkommer. Hovet behöver nu hitta en ny monark och finner till slut en avlägsen släkting i USA. Ralph Jones (John Goodman) är en levnadsglad loungemusiker i Las Vegas som sällan tar någonting på allvar. Han tackar gladeligen ja till att bli Storbritanniens kung, dock har han inte räknat med vilken omställning i livet det kommer att bli för honom eller vilka uppoffringar han är tvungen att göra.

## Rollista
| John Goodman                           | – Kung Ralph I                                             |
| Peter O'Toole                          | – Sir Cedric Charles Willingham, kungens privatsekreterare |
| John Hurt                              | – Lord Percival Graves                                     |
| Camille Coduri                         | – Miranda Greene                                           |
| Richard Griffiths                      | – Duncan Phipps, biträdande privatsekreterare              |
| Leslie Phillips                        | – Gordon Halliwell, betjänt                                |
| James Villiers                         | – Geoffrey Hale, premiärminister                           |
| Joely Richardson                       | – Prinsessan Anna av Finland                               |
| Julian Glover – Kung Gustav av Finland | – Judy Parfitt – Drottning Katherine av Finland            |

## Om produktionen
Filmen spelades in på Pinewood Studios samt ett stort antal platser i Storbritannien, däribland Blenheim Palace, Harewood House och Somerset House. Andra inspelningsplatser var Belvoir Castle, Highclere Castle, St. Pancras International station och Warwick Castle